# Veľký Cetín
Veľký Cetín este o comună slovacă, aflată în districtul Nitra din regiunea Nitra. Localitatea se află la altitudinea de 132 m deasupra n.m., se întinde pe o suprafață de 16,87 km2 și în 2017 număra 1.582 de locuitori.

## Istoric
Localitatea Veľký Cetín este atestată documentar din 1239.

## Demografie
| An:                | 1994 | 2004   | 2014   | 2024   |
| ------------------ | ---- | ------ | ------ | ------ |
| Număr de persoane: | 1740 | 1692   | 1591   | 1607   |
| Diferență:         |      | −2,75% | −5,96% | +1,00% |

| An:                | 2023 | 2024   |
| ------------------ | ---- | ------ |
| Număr de persoane: | 1610 | 1607   |
| Diferență:         |      | −0,18% |